# Omer Golan
Omer Golan (hebreiska: עומר גולן), född 4 oktober 1982 i Holon, är en israelisk före detta fotbollsspelare. Han spelade för den israeliska klubben Maccabi Petah Tikva samt belgiska KSC Lokeren. Han gjorde även 37 landskamper för det israeliska landslaget.